# Adolphe Louis Eugène Fetis
Adolphe Louis Eugène Fetis   (París, 20 d'agost de 1820 - París, 20 de març de 1873) fou un músic francès, fill de François-Joseph Fétis.
Estudià en el Conservatori de Brussel·les, i després al de París, tenint per professors a Herz i Halévy. De retorn a Brussel·les es dedicà a l'ensenyança del piano i harmonia; també fou professor de música a Anvers; finalment, el 1856 s'establí a París.
A més d'una sèrie de morceaux de salon per a piano, que titulà Les llegendes des siècles, va compondre obres per harmònium i violoncel, romances sans paroles, una col·lecció de melodies per a una i dues veus, i moltes òperes còmiques i operetes, de les quals la titulada Le major Schlagmann tingué una certa acceptació.